# Sommepy-Tahure
Sommepy-Tahure és un municipi francès, situat al departament del Marne i a la regió del Gran Est. L'any 2007 tenia 610 habitants.

## Demografia

### Població
El 2007 la població de fet de Sommepy-Tahure era de 610 persones. Hi havia 235 famílies, de les quals 69 eren unipersonals (28 homes vivint sols i 41 dones vivint soles), 73 parelles sense fills, 81 parelles amb fills i 12 famílies monoparentals amb fills.
La població ha evolucionat segons el següent gràfic:
Habitants censats

### Habitatges
El 2007 hi havia 269 habitatges, 245 eren l'habitatge principal de la família, 8 eren segones residències i 16 estaven desocupats. 253 eren cases i 12 eren apartaments. Dels 245 habitatges principals, 137 estaven ocupats pels seus propietaris, 93 estaven llogats i ocupats pels llogaters i 14 estaven cedits a títol gratuït; 4 tenien una cambra, 5 en tenien dues, 27 en tenien tres, 47 en tenien quatre i 161 en tenien cinc o més. 195 habitatges disposaven pel capbaix d'una plaça de pàrquing. A 125 habitatges hi havia un automòbil i a 99 n'hi havia dos o més.

### Piràmide de població
La piràmide de població per edats i sexe el 2009 era:
| Homes | Edats   | Dones |
| ----- | ------- | ----- |
| 1     | 95 o +  | 0     |
| 0     | 90 a 94 | 1     |
| 6     | 85 a 89 | 7     |
| 1     | 80 a 84 | 1     |
| 8     | 75 a 79 | 8     |
| 7     | 70 a 74 | 19    |
| 12    | 65 a 69 | 12    |
| 14    | 60 a 64 | 16    |
| 14    | 55 a 59 | 8     |
| 10    | 50 a 54 | 15    |
| 21    | 45 a 49 | 20    |
| 15    | 40 a 44 | 16    |
| 19    | 35 a 39 | 21    |
| 19    | 30 a 34 | 16    |
| 25    | 25 a 29 | 18    |
| 20    | 20 a 24 | 18    |
| 20    | 15 a 19 | 19    |
| 19    | 10 a 14 | 21    |
| 19    | 5 a 9   | 23    |
| 16    | 0 a 4   | 15    |

## Economia
El 2007 la població en edat de treballar era de 366 persones, 271 eren actives i 95 eren inactives. De les 271 persones actives 249 estaven ocupades (152 homes i 97 dones) i 21 estaven aturades (4 homes i 17 dones). De les 95 persones inactives 26 estaven jubilades, 30 estaven estudiant i 39 estaven classificades com a «altres inactius».

### Ingressos
El 2009 a Sommepy-Tahure hi havia 245 unitats fiscals que integraven 643 persones, la mediana anual d'ingressos fiscals per persona era de 17.633 €.

### Activitats econòmiques
Dels 24 establiments que hi havia el 2007, 1 era d'una empresa extractiva, 2 d'empreses alimentàries, 7 d'empreses de construcció, 5 d'empreses de comerç i reparació d'automòbils, 1 d'una empresa de transport, 1 d'una empresa d'hostatgeria i restauració, 1 d'una empresa financera, 2 d'entitats de l'administració pública i 4 d'empreses classificades com a «altres activitats de serveis».
Dels 12 establiments de servei als particulars que hi havia el 2009, 1 era una gendarmeria, 1 una oficina bancària, 1 taller de reparació d'automòbils i de material agrícola, 1 autoescola, 2 guixaires pintors, 2 fusteries, 1 electricista, 1 empresa de construcció, 1 perruqueria i 1 restaurant.
L'únic establiment comercial que hi havia el 2009 era una fleca.
L'any 2000 a Sommepy-Tahure hi havia 35 explotacions agrícoles que ocupaven un total de 3.810 hectàrees.

## Equipaments sanitaris i escolars
El 2009 hi havia 2 escoles elementals.

## Poblacions més properes
El següent diagrama mostra les poblacions més properes.